# Michael Hardinger
Michael Hardinger (født 30. november 1948), nogle gange omtalt Dinger eller Dingeren, er en dansk-svensk musiker, som er kendt fra Shu-bi-dua, hvor han var guitarist og en af de primære sangskrivere, særligt på melodi-siden, i perioden 1973-97 og i de senere år for Hardinger Band.
I midten af 80'erne startede han sammen med Jørgen Thorup pladeselskabet Full Moon Music, og i 2015 åbnede han produktionsselskabet Ding Productions LLC i USA, som udgiver musik i USA.

## Opvækst
Hardinger blev født i Sverige, og han boede sine første leveår i Göteborg. Senere flyttede familien til Italien, og 4 år senere til Frederiksberg. Efter forældrenes skilsmisse flyttede han til Vangede. Siden 1993 har Michael boet i USA, de sidste 5 år i Las Vegas.
Han så The Beatles' koncert i KB Hallen i København i juni måned 1964 og besluttede sig derefter for, at han ville være musiker ligesom dem.

## Karriere

### Emanuel DP
Hardinger var midt i 70'erne med i gruppen Emanuel DP, der udsendte en single og en LP. Teksterne var i samme stil som Shu-bi-duas, måske en tand mere nonsensprægede. Der var i de fleste tilfælde tale om langt ude undersættelser som f.eks. "Rikki don't lose that number" (Steely Dan), der blev til "Rigtignok fuld af bumser", "Stuck in the middle with you" (Stealers Wheel) kom til at omhandle stockcarræs og hed "Klemme Lemlæster" etc. Med i gruppen var også Claus Asmussen, der senere kom med i Shu-bi-dua, samt Flemming Guldsborg, Michael Jørgsholm og Per Stan. Som gæst bl.a. Michael Elo.

### Solokarriere
Allerede i 1977 prøvede Hardinger kræfter som solist på LP'en Do It My Way, men gennembruddet kom først i 1981 med albummet Michael Hardinger, der blandt andet indeholdt numrene "Walk, mand!" og "Bomber og Kanoner". Siden er der udkommet et par andre soloalbums fra Hardinger.

### Shu-bi-dua
Michael Hardinger var primus motor i gruppen Passport (1971-73), som bestod af Paul Meyendorff, Bosse Hall Christensen og Niels Grønbech, der kom til at være forløberen for Shu-bi-dua. Han gjorde sig allerede i de tidlige år bemærket for sit guitarspil, og sin evne til at lave iørefaldende, melodiske melodier.
Hardinger mødte Michael Bundesen på DR P3 (1972), hvor de begge arbejdede. Sammen skrev de tekster til søndags-satiren på stationen, og det blev bl.a. til nummeret "Fed Rock", som de indspillede i en demoversion. Dagen efter sangen var blevet spillet ringede pladeselskaberne til radioen for at høre, hvem det var der spillede. Efter nummeret blev indspillet rigtigt sammen med Passport og Bundesen rejste Hardinger tilbage til Italien, hvor han arbejdede som destinationschef for det svenske rejsebureau Club 33. Sangen blev en succes og han blev derfor kaldt hjem igen for at indspille et helt album, med den nye gruppe som kaldte sig Shu-bi-dua efter en del af teksten i sangen.
Hardinger skrev en lang række af gruppens mest populære melodier. Dette tæller bl.a. "Vuffeli-Vov", som han oprindeligt skrev til Shu-bi-dua 3 efter han havde fået en ny hund. Bosse Hall Christensen havde dog nedlagt veto mod sangen og sagt "Jeg brækker mig på gulvet", da han hørte den. Da andet vers var blevet skrevet om Christensens hund, var han dog gået med til at få den med på Shu-bi-dua 4. Albummet endte med at blive en af gruppens allerstørste succeser, godt hjulpet på vej af "Vuffeli-Vov".
Da Bundesen forlod gruppen i 1984 overtog Hardinger rollen som frontfigur i bandet (sammen med Claus Asmussen) på Shu-bi-dua 11, der dog ikke blev nogen større succes. Bundesen vendte imidlertid tilbage som forsanger i 1987 og i resten af bandets levetid.
Hardinger havde selv en rolle i og skrev manuskript til Den Røde Tråd (Shu-bi-duas egen film) i 1989. Året efter skrev han manuskript og musik til Bananen - skræl den før din nabo.
Under arbejdet med Shu-bi-dua 13 i La Jolla (USA), var det Michael Hardinger, der kom på tekst og melodi til nummeret "Sexchikane". Han havde læst om sexchikane i de store amerikanske aviser og præsenterede idéen for resten af bandet ved morgenbordet ved bl.a. at synge "Vi finder os/ikke i/sexchikane" Både sangen og albummet blev hits i 1992. Efter udgivelsen af Shu-bi-dua 16 i 1997 valgte Hardinger dog at forlade Shu-bi-dua, da han i mange år havde haft et ønske om at prøve kræfter med noget andet i USA. Han blev erstattet af Ole Kibsgaard.
I anledning af H.C. Andersens 200-års fødselsdag udgav Shu-bi-dua deres første konceptalbum, Shu-bi-dua 18, med fortolkninger af forfatterens eventyr. Hardinger skrev sammen med Rasmus Schwenger musikken og teksterne til albummet og medvirkede som gæstemusiker på både guitar og baggrundsvokal, og han spillede med ved release-koncerten.

### Hardinger Band
I 1988 – sideløbende med Shu-bi-dua, startede Hardinger et samarbejde med vennen, og det andet Shu-bi-dua-medlem, Jørgen Thorup i duoen Hardinger/Thorup, der siden blev til Hardinger Band. Thorup og Hardinger skrev sammen musikken til filmen Elvis Hansen - en samfundshjælper fra 1988. Et samarbejde der blev genoptaget i slutningen af 2000'erne. I 2001 stod Hardinger og Jørgen Thorup bag musikken til musicalen Askepop, der først spillede for fulde huse i Glassalen i Tivoli og bagefter blev filmatiseret i 2003. Bandet udgav i 2017 albummet Sym-fo-19 med nye tekster til melodier hentet fra gamle Shu-bi-dua-demoer.

### Melodi Grand Prix
Det er også blevet til deltagelse i Dansk Melodi Grand Prix tre gange – først i 1986 med "Lørdagskyllingerne" og siden som tekstforfatter og komponist til "Det Gør Ondt Når Jeg Griner", som blev sunget af Peter Belli i 1996, og som tekstforfatter og komponist til "3xEuro", som blev sunget Jacob Haugaard i 1999. Desuden deltog han som gæste-dommer i det Danske Melodi Grand Prix i 2009.

### Rasmus Schwenger
Efter Hardinger/Thorup begyndte Hardinger et makkerskab med Rasmus Schwenger. Sammen skrev de en række hits til bl.a. Krummerne og diverse julekalendere.

### Hej Matematik
Efter en årrække uden den store aktivitet i rampelyset, optrådte Michael Hardinger i 2008 som gæstesolist sammen med duoen Hej Matematik på deres nyfortolkning af Hardingers gamle hit "Walk, mand!" (oprindeligt udgivet i 1981).

## Privatliv
I 1978 købte Bundesen og Hardinger et hus sammen, hvor de flyttede ind med hver sin kone.
I 1992 flyttede Hardinger fra Danmark til London og dernæst i 1993 til USA, hvor han siden har været bosat – først i Californien, siden i Texas, Nevada og Florida.
I 1997 forlod Hardinger Shu-bi-dua for at flytte til USA. Siden han flyttede til USA har han bl.a. tjent penge på at købe huse, sætte dem i stand og sælge dem igen. Hardinger drev i en årrække sammen med Rasmus Schwenger lydstudiet DK Sound i Burbank, Los Angeles.
Michael Hardinger har siden 2014 været gift med sangerinden Tania Hardinger.[kilde mangler]

## Diskografi

### Solo
- Do It My Way (1977)
- Michael Hardinger (1981)
- Hardinger (1984)
- Nede med øl (1998)

### Med Shu-bi-dua
- Shu-bi-dua, 1974
- Shu-bi-dua 2, 1975
- Shu-bi-dua 3, 1976
- Shu-bi-dua 4, 1977
- 78'eren, 1978
- Shu-bi-dua 6, 1979
- Shu-bi-dua 7, 1980
- Shu-bi-dua 8, 1982
- Shu-bi-dua 9, 1982
- Shu-bi-dua 10, 1983
- Shu-bi-dua 11, 1985
- Shu-bi-dua 12, 1987
- Shu-bi-dua 13, 1992
- Shu-bi-dua 14, 1993
- Shu-bi-40, 1993
- Shu-bi-dua 15, 1995
- Shu-bi-du@ 16, 1997
- Shu-bi-dua 18, 2005

### Med Hardinger/Thorup eller Hardinger Band
- Kuntoman (1988)
- Vi ku' ikke la' vær (1988)
- Sym-fo-19 (2017)

### Samarbejder
- Emanuel DP (1976)
- Familien Danmark (1996)
- Bongo (1999)

## Filmografi
- 1989 Den røde tråd
- 1990 Bananen - skræl den før din nabo